# Wieselburg
Wieselburg è un comune austriaco di 3 860 abitanti nel distretto di Scheibbs, in Bassa Austria; ha lo status di città (Stadtgemeinde).